# J. Peter Robinson
Pour les articles homonymes, voir Peter Robinson et Robinson.
John Peter Robinson né dans le Buckinghamshire en Grande Bretagne le 16 septembre 1945, est un claviériste et compositeur de musiques de films. Il a étudié le piano et la composition classique à la Royal Academy of Music de Londres avant de connaître une brillante carrière de musicien, accompagnant entre autres Shawn Phillips sur disques et en tournée. Il est aussi reconnu comme musicien de studio, ainsi il a joué avec Brand X, Phil Collins, Frida, Mike Rutherford, Carly Simon et on a aussi pu l'entendre sur la version originale de l'œuvre de Tim Rice et Andrew Lloyd Webber, Jesus Christ Superstar avec Ian Gillan,  Murray Head, Yvonne Elliman Karl Jenkins et John Marshall. On retrouvera ces deux derniers musiciens au sein de Soft Machine. 

## Carrière
Il a commencé avec le groupe Quatermass, un trio avec Robinson aux claviers, John Gustafson à la basse et au chant et Mick Underwood à la batterie. Un seul album est publié en 1970 avant que le groupe ne se sépare. La même année, il est sur l'album original Jesus Christ Superstar de Tim Rice et Andrew Lloyd Webber, avec de grands noms comme Ian Gillan de Deep Purple dans le rôle de Jésus, Murray Head est Judas et John Gustafson du trio Quartermass joue le rôle de Simon Zealotes. Puis John rejoint Shawn Phillips sur son album Contribution, sur lequel il joue les claviers et les percussions.
On le retrouve par la suite sur l'album suivant, Second Contribution toujours en 1970. En 1971, pour l'album Collaboration de Phillips, il est crédité pour son travail à l'orgue et au piano, en plus de jouer la basse sur la pièce Moonshine ainsi que pour les arrangements orchestraux sur la pièce The Only Logical Conclusion. À quelques exceptions près, il sera sur presque tous les albums de Phillips. Il joue le piano sur une chanson de Carly Simon, Embrace Me, You Child pour l'album No secrets de 1972.
Il est sur les deux premiers albums de la chanteuse Yvonne Elliman, son premier album éponyme en 1972 puis sur Food of love en 1973 avec John Gustafson, Caleb Quaye et Peter Townshend. En 1973, il forme le groupe Sun Treader avec Morris Pert à la batterie et percussions et Alyn Ross à la basse, ils publient un album Zin Zin l'année de la formation du trio. Il est sur l'album Another Time, Another Place (en) de Bryan Ferry en 1974.
En 1978, il est avec Brand X, un groupe de jazz fusion en remplacement de leur claviériste Robin Lumley pour une période de deux ans, jusqu'en 1980. Il joue sur les albums Masques en 1978, Product en 1979, Do They Hurt? en 1980 et Is There Anything About? en 1982, sur celui-ci toutefois il ne joue que sur une pièce. Il y rencontre d'ailleurs Phil Collins qui l'invitera à jouer sur son premier album solo Face Value en 1981, il joue le synthétiseur Prophet 5 sur la chanson Behind the lines.
Puis on le retrouve à nouveau sur l'album suivant de Collins, Hello, I Must Be Going de 1982 alors qu'il est crédité pour son travail au piano et vibraphone sur la chanson You can't hurry love. Puis toujours en 1982, accompagné de Phil Collins et de certains de ses musiciens dont le guitariste Daryl Stuermer et le bassiste Mo Foster, Peter joue sur l'album solo Something's going on de Frida, une des deux chanteuses du groupe ABBA. Il est claviériste sur l'album Acting Very Strange de Mike Rutherford en 1982, le bassiste guitariste de Genesis. Puis, toujours grâce à son contact avec Collins, il se retrouve à jouer sur l'album Behind the Sun du vétéran Eric Clapton en 1985, Peter collabore à l'écriture de la chanson She's waiting en plus de jouer le synthétiseur sur 7 pièces.
Il fera aussi du travail de musicien de studio et d'arrangeur, c'est ainsi qu'on le retrouvera avec Melissa Etheridge, Al Jarreau et Manhattan Transfer. Puis à partir de 1985, il fera des musiques de films, entre autres Wayne's World, Freddy sort de la nuit et Un vampire à Brooklyn avec Eddie Murphy. Puis en 1995, on le retrouve sur un album de Joan Armatrading, What's inside en compagnie, entre autres, de Tony Levin de King Crimson, Boz Burrell de Bad Company et du batteur Manu Katché.

## Discographie
Quartermass
- Singles :
- 1970 : Black sheep of the family/Good Lord Knows
- 1971 : Gemini/Black sheep of the family
- 1971 : One Blind Mice/Punting

- Album :
- 1970 : Quartermass

Jesus Christ Superstar
- 1970 : Jesus Christ Superstar de Tim Rice et Andrew Lloyd Webber - Avec Ian Gillan, Murray Head, Yvonne Elliman, Karl Jenkins, John Marshall, etc.

Shawn Phillips
- 1970 : Contribution
- 1970 : Second Contribution
- 1971 : Collaboration : Piano, orgue, basse sur Moonshine et arrangements orchestraux pour The Only Logical Conclusion.
- 1973 : Bright White : Claviers et arrangements orchestraux pour All The Kings And Castles.
- 1974 : Furthermore
- 1974 : Do you wonder
- 1976 : Rumplestiltskin's Resolve
- 1977 : Spaced
- 1978 : Transcendance : Piano sur Implication.

Carly Simon
- 1972 : No Secrets : Piano sur Embrace Me, You Child.

Yvonne Elliman
- 1972 : Yvonne Elliman
- 1973 : Food of Love

Sun Treader
- 1973 : Zin Zin
- 2001 : The Voyage

Stomu Yamashta's Red Buddha Theater
- 1973 : The Man From The East - Bande Originale du film - Peter au piano électrique Fender Rhodes sur 4 pièces.
- 2007 : Two Originals - The Man From The East & Red Buddha Theater - Compilation.

Bryan Ferry
- 1974 : Another time another place

Ablution
- 1974 : Ablution - Avec John Gustafson, Barry De Souza, Jayson Lindh, Jan Schaffer, Malando Gassama, Ola Brunkert.

Lenny White
- 1975 : Venusian Summer

David Bowie
- 1977 : Low - Piano et synthé ARP sur Subterraneans.

Stomu Yamashta's Go
- 1977 : Go Too - Claviers.

Brand X
- 1978 : Masques
- 1979 : Product - Avec Phil Collins
- 1980 : Do they hurt ? - Avec Phil Collins
- 1982 : Is There Anything About? - Avec Phil Collins - Claviers sur TMIU-ATGA

Phil Collins
- 1981 : Face Value : Prophet V sur Behind the lines.
- 1982 : Hello, I must be going : Piano, vibraphone sur You can't hurry love.
- 1998 : Hits - Compilation : Joue sur You can't hurry love
- 2004 : The Platinum Collection - Compilation : Joue sur Behind the lines
- 2016 : The singles - Compilation : Peter est présent sur Behind the lines et You can't hurry love.

Anni-Frid Lyngstad (Frida)
- 1982 : Something's Going On - Peter ; claviers, arrangements des cuivres et des cordes. Avec Phil Collins, Daryl Stuermer, Steve Vai, Mo Foster, les cuivres Phenix Horns de Earth, Wind & Fire et le Martyn Ford Orchestra. Album produit par Phil Collins.

Mike Rutherford
- 1982 : Acting Very Strange

Eric Clapton
- 1985 : Behind the Sun - Peter a aussi participé à l'écriture de la chanson She's waiting avec Clapton, en plus de jouer du synthétiseur sur 7 pièces de l'album.
- 1999 : Clapton Chronicles: The Best of Eric Clapton - Compilation

Joan Armatrading
- 1995 : What's Inside - Avec Tony Levin, Boz Burrell, Manu Katché, The London Metropolitan Orchestra, etc.

## Filmographie

### Comme compositeur

#### Cinéma

##### Longs métrages
- 1985 : Police Story (Ging chaat goo si) de Jackie Chan (version américaine)
- 1986 : Phantom (The Wraith) de Mike Marvin
- 1987 : Mister Dynamite (Longxiong hudi) de Jackie Chan (version de 1998)
- 1987 : The Gate de Tibor Takács
- 1987 : Les Envoûtés (The Believers) de John Schlesinger
- 1988 : Le Retour des morts-vivants 2 (Return of the Living Dead Part II) de Ken Wiederhorn
- 1988 : Cocktail de Roger Donaldson
- 1988 : Police Story 2 (Ging chaat goo si juk jaap) de Jackie Chan (version américaine)
- 1988 : The Kiss de Pen Densham
- 1989 : Vengeance aveugle (Blind Fury) de Phillip Noyce
- 1989 : L'Enfant génial (The Wizard) de Todd Holland
- 1990 : Cadillac Man de Roger Donaldson
- 1992 : Wayne's World de Penelope Spheeris
- 1992 : California Man (Encino Man) de Les Mayfield
- 1994 : Freddy sort de la nuit (New Nightmare) de Wes Craven
- 1994 : Highlander 3 (Highlander III: The Sorcerer) d'Andy Morahan
- 1995 : Jackie Chan dans le Bronx (Hong faan kui) de Stanley Tong (version américaine)
- 1995 : Peur panique (The Outpost) de Joe Gayton
- 1995 : Un vampire à Brooklyn (Vampire in Brooklyn) de Wes Craven
- 1995 : Contre-attaque (Ging chat goo si 4: Ji gaan daan yam mo) de Stanley Tong (version américaine)
- 1997 : Mister Cool (Yatgo ho yan) de Sammo Hung
- 1998 : Tempête de feu (Firestorm) de Dean Semler
- 1999 : Detroit Rock City d'Adam Rifkin
- 1999 : Waterproof de Barry Berman
- 2001 : 15 minutes (15 Minutes) de John Herzfeld
- 2002 : Wishcraft de Danny Graves
- 2002 : A Call for Help de Michael Thau
- 2002 : Beeper de Jack Sholder
- 2005 : Burt Munro (The World's Fastest Indian) de Roger Donaldson
- 2006 : Echo Park, L.A. (Quinceañera) de Richard Glatzer et Wash Westmoreland
- 2007 : Shelter de Jonah Markowitz
- 2008 : Braquage à l'anglaise (The Bank Job) de Roger Donaldson
- 2011 : Le Pacte (Seeking Justice) de Roger Donaldson
- 2016 : Heaven's Floor de Lori Stoll
- 2022 : RIPD 2 : Le Réveil des damnés (R.I.P.D. 2: Rise of the damned) de Paul Leyden

##### Courts métrages
- 2004 : I Left Me de Christopher Crescitelli et Jonah Markowitz
- 2007 : The Obscure Brother de Linda Di Franco
- 2008 : Almost Perfect de Dean Goodhill et Woody Whichard
- 2009 : Bye Bye Sally de Paul Leyden
- 2010 : Lawyers de Roger Donaldson
- 2013 : The Choice d'Evan Kaufmann
- 2015 : Cracked d'Adria Tennor

#### Télévision

##### Séries télévisées
- 1985 : Insiders (The Insiders)
- 1988 : Les Années coup de cœur (The Wonder Years)
- 1991 : Marshall et Simon (Eerie, Indiana)
- 1992 : Le Bar de l'angoisse (Nightmare Cafe)
- 1995 : Under One Roof
- 1995 : Au-delà du réel (The Outer Limits)
- 1996 : Kindred : Le Clan des maudits (Kindred: The Embraced)
- 1997 : Spawn
- 1997 : Expériences interdites (Perversions of Science)
- 1998 : La Famille Delajungle (The Wild Thornberrys)
- 1999 : Charmed
- 2002 : Flatland
- 2003 : Bill Stanton Project
- 2003 : FBI : Opérations secrètes (The Handler)
- 2006 : Opération Hadès (Covert One: The Hades Factor) (feuilleton TV)

##### Téléfilms
- 1986 : Kate's Secret
- 1987 : Bates Motel
- 1989 : L'Enfant au pouvoir merveilleux (The Gifted One)
- 1990 : Nightmare Classics (épisode The Turn of the Screw)
- 1991 : Prison Stories: Women on the Inside
- 1991 : Jusqu'à ce que le crime nous sépare (Deadly Intentions... Again?)
- 1991 : Hell Hath No Fury
- 1991 : Le Syndrome de la mort (Lightning Field)
- 1992 : Are You Lonesome Tonight
- 1992 : Acte de vengeance (With a Vengeance)
- 1992 : The President's Child
- 1993 : The Day My Parents Ran Away
- 1995 : The Omen
- 1996 : Generation X
- 1996 : Secrets enfouis (Buried Secrets)
- 1997 : Panique sur l'autoroute (Runaway Car)
- 1998 : La Créature des profondeurs (Gargantua)
- 1998 : Brink!
- 1998 : Acrophobie (Don't Look Down)
- 2000 : The Linda McCartney Story
- 2001 : Black River (en)
- 2001 : WW3
- 2003 : Le Tueur du vol 816 (Code 11-14)
- 2004 : 12 Days of Terror
- 2004 : Ma vie volée (Identity Theft: The Michelle Brown Story)